# Granulosazelle
Granulosazellen (von lateinisch granum ‚Korn‘; „Körnchenzellen“) sind Zellen des Epithels in Ovarialfollikeln. Sie befinden sich in der Körnerzellschicht (Stratum granulosum) eines Follikels und entwickeln sich unter Einfluss der Gonadotropine bei der Follikelreifung aus den Follikelepithelzellen des Primärfollikels, der dadurch zum Sekundärfollikel wird. Ein von diesem Zelltyp ausgehender Tumor wird als Granulosazelltumor bezeichnet.

## Entstehung und Aufbau

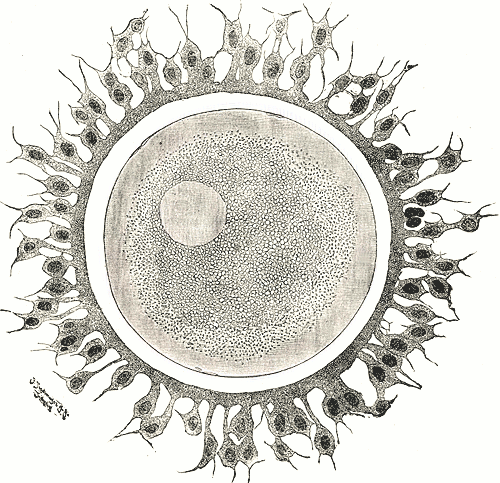
Eizelle mit Nucleus, umhüllt von der Zona pellucida, die umgeben wird von Granulosazellen der Corona radiata

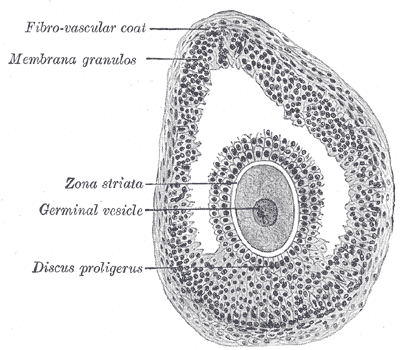
Im Tertiärfollikel liegen Eizelle und Corona radiata in einem Zellhügel, Cumulus oophorus genannt, innerhalb der Follikelhöhle, deren Wandung die Zellen der Membrana granulosa sind

Im Sekundärfollikel wird um die Eizelle außerhalb ihrer Zellmembran eine Hülle aus verschiedenen Glykoproteinen gebildet, die Zona pellucida oder Glashaut. Dabei bleibt ein schmaler perivitelliner Raum zwischen Zellmembran und Zona pellucida. Das diese umgebende Follikelepithel wird dann mehrschichtig und die innere Lage von Granulosazellen richtet sich strahlenförmig aus, Corona radiata genannt. Deren Zellen reichen mit zytoplasmatischen Ausläufern durch die Umhüllung und stehen über Gap Junctions unmittelbar in Kontakt mit der Eizelle. Im reifenden Tertiärfollikel vergrößert sich die Follikelhöhle (Antrum folliculare) mit der von Granulosazellen abgegebenen Flüssigkeit (Liquor folliculare). Sie umgibt im antralen Follikel den Cumulus oophorus („eitragender Hügel“), der die Eizelle innerhalb der Corona radiata trägt.
Granulosazellen besitzen helle ovale Zellkerne mit zwei Nucleoli. Das Cytoplasma enthält viel glattes endoplasmatisches Reticulum, vereinzelt auch raues endoplasmatisches Reticulum, freie Ribosomen, Fetttröpfchen, Mitochondrien vom Tubulus-Typ und ein gut entwickelter Golgi-Apparat. Die Granulosazellen sind mit ihren Mikrovilli durch Gap Junctions mit der Eizelle verbunden.
Im weiteren Verlauf differenziert sich das die Epithelzellen mit der Follikelhöhle umgebende Bindegewebe in zwei Schichten, Theca externa und Theca interna genannt. Die Thekazellen der inneren gefäßreichen Schicht bilden androgene Steroidhormone (vor allem Androstendion) sowie deren Vorläufer und geben sie ab; diese treten durch die Basalmembran auch zu benachbarten Granulosazellen, wo daraus unter Einwirkung des Enzyms Aromatase Östrogene gebildet werden, insbesondere Östradiol. Eine stark ansteigende Östradiol-Produktion kennzeichnet den sprungbereiten Graafschen Follikel.
Auch nach dem Follikelsprung (Ovulation) umgibt die Eizelle noch eine der Zona pellucida anliegende Lage von Cumulus-Granulosazellen der Corona radiata, mit der Signale ausgetauscht werden. Das gesamte Gebilde wird außerhalb des Eierstocks (Ovar) normalerweise von den Fimbrien („Fransen“) des Eileiters aufgenommen und durch dessen Röhre (Tuba uterina) in Richtung der Gebärmutterhöhle (Cavitas uteri) transportiert.
Die nach dem Eisprung im Eierstock verbliebenen Zellen des Eifollikels wandeln sich um und lagern Lipide ein (Luteinisierung). Die zuvor die Follikelwand auskleidenden (muralen) Granulosazellen werden so zu den Granulosaluteinzellen des Gelbkörpers (Corpus luteum); sie produzieren nun auch Gestagene wie Progesteron.